# DDR-Mannschaftsmeisterschaft im Schach 1958
Bei der DDR-Mannschaftsmeisterschaft im Schach 1958 gewann SC Einheit Dresden zum zweiten Mal hintereinander die DDR-Mannschaftsmeisterschaft.
Gespielt wurde in einer Sonderliga ein Rundenturnier, wobei jede Mannschaft gegen jede andere jeweils vier Mannschaftskämpfe an acht Brettern austrug, dem sogenannten Halb-Scheveninger System. Insgesamt waren es 24 Mannschaftskämpfe, also 192 Partien.
Im Hinblick auf die Schwerpunktbildung war 1955 eine Neugliederung der obersten Spielklassen beschlossen worden. Für die Saison 1955/56 wurde eine Sonderliga geschaffen.
Parallel fanden die Mannschaftskämpfe der Oberliga statt, die BSG Motor Gotha gewann. Ein Stichkampf zwischen den beiden Siegern musste über den Titel entscheiden.

## DDR-Mannschaftsmeisterschaft 1958

### Kreuztabelle der Sonderliga (Rangliste)
|   | Verein                | 1    | 2    | 3    | 4    | Punkte |
| - | --------------------- | ---- | ---- | ---- | ---- | ------ |
| 1 | SC Einheit Dresden    |      | 15,0 | 21,0 | 19,0 | 55,0   |
| 2 | TSC Oberschöneweide   | 17,0 |      | 16,5 | 19,0 | 52,5   |
| 3 | SC Wissenschaft Halle | 11,0 | 15,5 |      | 16,5 | 43,0   |
| 4 | SC Rotation Leipzig   | 13,0 | 13,0 | 15,5 |      | 41,5   |

### Stichkampf um den Titel Deutscher Mannschaftsmeister 1958
Der Sieger der Sonderliga, SC Einheit Dresden, und der Sieger der Oberliga, BSG  Motor Gotha, traten am 26. und 27. Juli in Leipzig zu einem doppelrundigen Stichkampf um den Titel an. Es gewann SC Einheit Dresden mit einem Gesamtergebnis 9,5 zu 6,5. Beide Mannschaften trafen in der Spielserie 1959 in der Oberliga erneut aufeinander.
|   | Dresden         |   |   | Gotha       |   |   |
| - | --------------- | - | - | ----------- | - | - |
| 1 | Uhlmann         | 1 | 1 | Rätsch      | 0 | 0 |
| 2 | Bertholdt       | 1 | ½ | Fiensch     | 0 | ½ |
| 3 | Herrmann        | ½ | ½ | Kampfhenkel | ½ | ½ |
| 4 | Jüttler         | 1 | 0 | Zapke       | 0 | 1 |
| 5 | Keller-Herrmann | ½ | 0 | Schlott     | ½ | 1 |
| 6 | Folgmann        | ½ |   | Storch      | ½ |   |
|   | Dorowa          |   | 0 | Storch      |   | 1 |
| 7 | Richter         | 1 |   | Queck       | 0 |   |
|   | Kahn            |   | 1 | Queck       |   | 0 |
| 8 | Dorawa          | 1 |   | Rost        | 0 |   |
|   | Runge           |   | 0 | Rost        |   | 1 |

### Die Meistermannschaft
| 1.            | SC Einheit Dresden |
| Schachfiguren | Wolfgang Uhlmann, Dieter Bertholdt, Ludwig Herrmann, Helmut Jüttler, Edith Keller-Herrmann, Karl-Heinz Folgmann, Bernhard Dorawa, Hans Richter, Manfred Kahn, Berthold Runge |

### Oberliga
| Platz | Verein               | Punkte   |
| ----- | -------------------- | -------- |
| 01    | Motor Gotha          | 88,5     |
| 02    | Einheit Rostock      | 85,0     |
| 03    | Wissenschaft Potsdam | 77,0     |
| 04    | Chemie Buna Schkopau | 76,0 (H) |
| 05    | Rotation Dresden     | 70,0     |
| 06    | Motor Zeiss Jena     | 69,0 (H) |
| 07    | Lok Berlin-Pankow    | 65,5     |
| 08    | Lok Mitte Leipzig    | 65,0     |
| 09    | Aufbau Mitte Dresden | 65,0     |
| 10    | Motor Görlitz        | 58,0     |

Zwischen Schkopau und Jena war noch eine Hängepartie offen.

### DDR-Liga
| Platz | Verein                         | Punkte |
| ----- | ------------------------------ | ------ |
| 1     | TSC Oberschöneweide II         | 73,5   |
| 2     | Aktivist Lauchhammer-Mitte     | 52,0   |
| 3     | Wissenschaft Greifswald        | 48,5   |
| 4     | Lok Waren-Rethwisch            | 44,5   |
| 5     | Wissenschaft Berlin-Karlshorst | 43,0   |
| 6     | Motor Berolina Berlin          | 40,5   |
| 7     | Einheit Schwerin               | 34,0   |

| Platz | Verein                    | Punkte |
| ----- | ------------------------- | ------ |
| 1     | Einheit Pankow            | 54,0   |
| 1     | HSG Wissenschaft Leipzig  | 54,0   |
| 3     | Motor Gohlis Nord Leipzig | 53,0   |
| 4     | Motor Gera                | 50,0   |
| 5     | Aktivist Oelsnitz         | 49,0   |
| 6     | TSC Oberschöneweide III   | 44,5   |
| 7     | Chemie Buna Schkopau II   | 31,5   |

Aufbau Börde Magdeburg und die zweite Mannschaft von Wissenschaft Halle zogen vor bzw. während der Saison zurück.

Den Stichkampf der punktgleichen Sieger der Süd-Staffel gewann Einheit Pankow in Wittenberg mit 5:3 gegen Wissenschaft Leipzig.

### Aufstiegsspiele
Den Stichkampf um den Sieg in Gruppe 1 in Oederan gewann Wismut Wilkau-Haßlau mit 4½:3½. In Gruppe 3 fehlt das Ergebnis zwischen Leipzig II und Fürstenwalde, außerdem eine Hängepartie zwischen Fürstenwalde und Dresden II. In Gruppe 4 fehlen die Ergebnisse des letzten Spieltages, Dynamo Mitte Berlin wurde Staffelsieger.
| Platz | Verein               | Punkte |
| ----- | -------------------- | ------ |
| 1     | Fortschritt Pirna    | 14,0   |
| 1     | Wismut Wilkau-Haßlau | 14,0   |
| 3     | Einheit Saalfeld     | 12,0   |
| 4     | Chemie Lauscha       | 08,0   |

| Platz | Verein               | Punkte |
| ----- | -------------------- | ------ |
| 1     | Motor Abus Dessau    | 15,0   |
| 2     | Lok Arnstadt         | 13,5   |
| 3     | Wissenschaft Potsdam | 12,0   |
| 4     | Lok Neustrelitz      | 07,5   |

| Platz | Verein                      | Punkte |
| ----- | --------------------------- | ------ |
| 1     | SC Einheit Dresden II       | 14,5   |
| 2     | Chemie Schwarzheide         | 13,5   |
| 3     | Wissenschaft Uni Leipzig II | 07,5   |
| 4     | Chemie Fürstenwalde         | 03,5   |

| Platz | Verein              | Punkte |
| ----- | ------------------- | ------ |
| 1     | Dynamo Mitte Berlin | 11,5   |
| 2     | Einheit Halberstadt | 09,5   |
| 3     | Einheit Rostock II  | 06,0   |
| 4     | Post Güstrow        | 05,0   |

## DDR-Mannschaftsmeisterschaft der Frauen 1958
| Platz | Verein                    | Punkte |
| ----- | ------------------------- | ------ |
| 1     | Chemie Buna Schkopau      | 29,0   |
| 2     | Motor Gohlis Nord Leipzig | 26,5   |
| 3     | Post Erfurt               | 26,0   |
| 4     | Traktor Ebeleben          | 21,0   |
| 5     | Lok Dresden               | 15,5   |

| Platz | Verein                   | Punkte |
| ----- | ------------------------ | ------ |
| 1     | HSG Wissenschaft Leipzig | 29,0   |
| 2     | TSC Oberschöneweide      | 26,5   |
| 3     | Aufbau Börde Magdeburg   | 23,5   |
| 4     | Lok Cottbus              | 23,5   |
| 5     | Empor Tangermünde        | 17,5   |

Endspiel
Das Finale um die DDR-Meisterschaft fand am 21. und 22. Juni 1958 in Leipzig statt. Nach einem 3:3 im ersten Spiel setzte sich Chemie Buna Schkopau im Rückspiel mit 4½:1½ gegen Wissenschaft Leipzig durch.

### Aufstiegsspiele
| Platz | Verein             | Punkte |
| ----- | ------------------ | ------ |
| 1     | Empor Potsdam      | 8,0    |
| 2     | Lok Mitte Leipzig  | 6,5    |
| 3     | SC Chemie Halle II | 3,5    |

| Platz | Verein                    | Punkte |
| ----- | ------------------------- | ------ |
| 1     | Einheit Freiberg          | 11,0   |
| 2     | BSG „Martin Hoop“ Zwickau | 04,0   |
| 3     | Aktivist Böhlen           | 03,0   |

## Jugendmeisterschaften
Die Endrunden der Jugend-Mannschaften fanden Anfang Dezember 1958 in Aschersleben (Jungen) und Potsdam (Mädchen) statt.
| Altersklasse | männlich            | weiblich      |
| ------------ | ------------------- | ------------- |
| Jugend       | SC Rotation Leipzig | Empor Potsdam |